# Denti assassini
Denti assassini (Food of the Gods II) è un film del 1989 diretto da Damian Lee, seguito del film Il cibo degli dei (The Food of the Gods) tratto da un romanzo di H. G. Wells.

## Trama
Il dottor Neil Hamilton riceve una telefonata dalla sua maestra e collega, la dottoressa Kate Travis, per esporgli un caso particolare: un ragazzino di dieci anni di nome Bobby, con problemi di crescita, è stato trattato con un siero sperimentale della dottoressa Travis. Bobby reagisce anche troppo alla cura, diventando un ragazzino alto più di due metri e con un carattere molto scontroso e violento. Per sviluppare un antidoto, il dottor Hamilton prende con sé un campione del siero e lo porta nel suo laboratorio. Qui, alcuni attivisti animalisti capeggiati da Mark Hales e da Alex, fidanzata del dottor Hamilton, stanno protestando per gli esperimenti del professor Edmund Delhurst, che sostiene di studiare il cancro ma in realtà conduce esperimenti su animali per trovare una cura contro la calvizie.
Il dottor Hamilton e il suo assistente Joshua iniettano il siero su alcuni topi da laboratorio. Quella notte, alcuni attivisti irrompono nel complesso per distruggere il laboratorio del professor Delhurst e, accidentalmente, liberano i ratti trattati col siero, che fuggono nelle fogne e cominciano a diventare di dimensioni sempre più enormi.